# 大棠

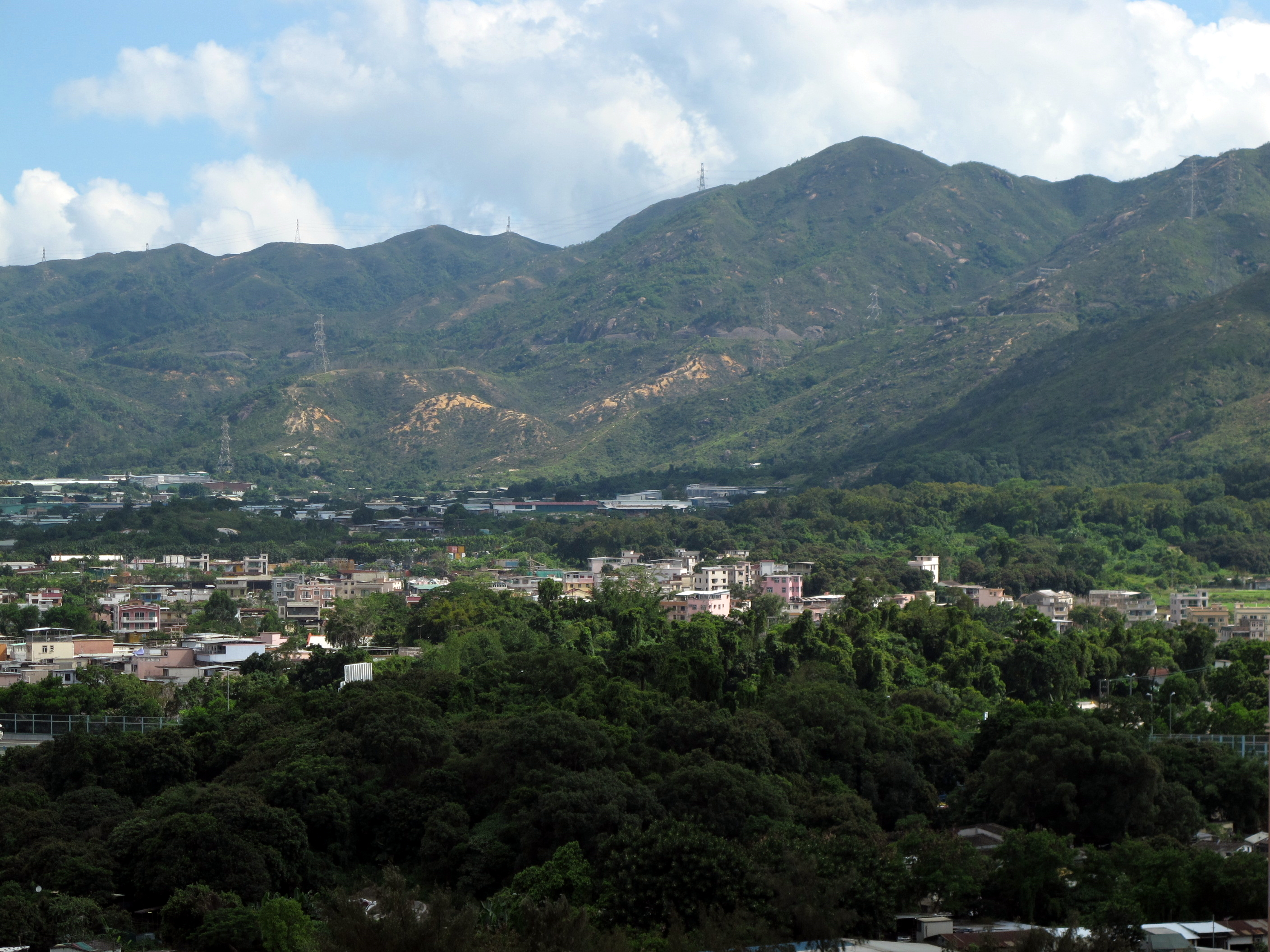
大棠

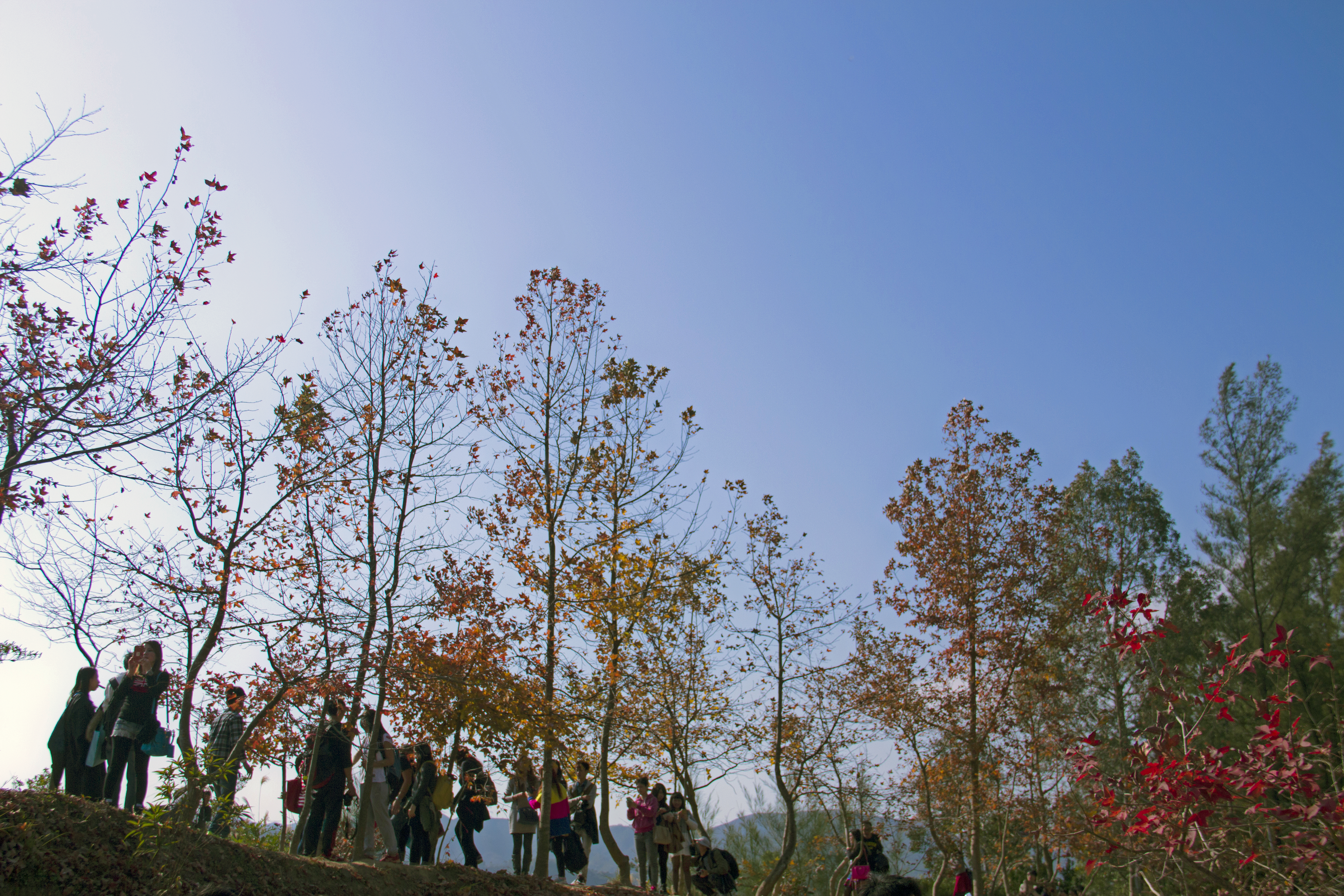
大棠紅葉茂盛，成為港人冬天熱門拍攝勝地

大棠（英語：Tai Tong）是香港新界元朗區南部的一個地方，位於元朗市中心以南，大部份屬大欖郊野公園的範圍，以農地為主。近年大棠紅葉茂盛，於10月中至11月期間楓葉變黃，別有一番風味，成為港人熱門拍攝勝地。景色如此優美，近年更被港人美譽為「香港輕井澤」、「香港人的後花園」。

## 著名地點
- 大欖郊野公園
- 大棠荔枝園
- 保良局賽馬會大棠度假村
- 大棠村

## 區議會議席分佈
為方便比較，以下列表以大棠路沿線地區為範圍。
| 年度/範圍  | 2000-2003    | 2004-2007    | 2008-2011    | 2012-2015    | 2016-2019    | 2020-2023    | 2024-2027      |
| ---------- | ------------ | ------------ | ------------ | ------------ | ------------ | ------------ | -------------- |
| 大棠路一帶 | 十八鄉南選區 | 十八鄉南選區 | 十八鄉南選區 | 十八鄉南選區 | 十八鄉西選區 | 十八鄉西選區 | 元朗鄉郊東選區 |

註：以上主要範圍尚有其他細微調整（包括編號），請參閱有關區議會選舉選區分界地圖及條目。

## 交通
另外有兩條紅色小巴路線來往元朗市區。

## 遠足路線
- . 山全部都係山 www.hkallshan.com.

## 外部連結
- 保良局賽馬會大棠度假村